# Vittorio Cavalleri
Vittorio Cavalleri (Torino, 15 febbraio 1860 – Gerbido, 22 maggio 1938) è stato un pittore italiano.

## Biografia
Figlio di un commerciante di stoffe, fu avviato dal padre all'attività commerciale di famiglia. A diciotto anni Vittorio Cavalleri si iscrisse ai corsi dell'Accademia Albertina ed ebbe come maestro Andrea Gastaldi. Frequentò l'Albertina insieme ai pittori Andrea Tavernier e Lorenzo Delleani. Nello stesso anno del diploma, 1883, espose al Circolo degli Artisti e nel 1884 partecipò alla Promotrice di Belle Arti di Torino, con i dipinti Zappe abbandonate e Fiori di cimitero, che in seguito fu distrutto dallo stesso Autore. Ne rimane traccia in un'acquaforte di C. Turchetti.
Vittorio Cavalleri insegnò a Torino, ai corsi serali dell'Accademia Albertina.

### Vita in campagna
Nel 1885 si trasferì a Gerbido, alla periferia di Torino, ambito da alcuni artisti dell'epoca per la sua pace e tranquillità ed il rigenerante silenzio, un luogo che gli consentiva di vivere in campagna e in solitudine. Abitava in casa del pittore Mario Gachet, suo allievo. 
Tra i nomi dei suoi allievi, emerge quello di Ivo Gemelli (1897 - 1964), che divenne l'allievo prediletto per la sua capacità di ereditare dal maestro la sodezza fastosa e festosa dei colori, la compattezza dell'immagine e la trasfigurazione della realtà. 
A Gerbido il Cavalleri dipinse paesaggi rurali, pastori, contadini, ma anche episodi di vita in ambienti borghesi. Opere pittoriche di questo periodo, come In primavera, La nonna (1887), Flora alpina (1901) e Triste inverno (1889) sono oggi alla Galleria civica d'arte moderna e contemporanea di Torino. 

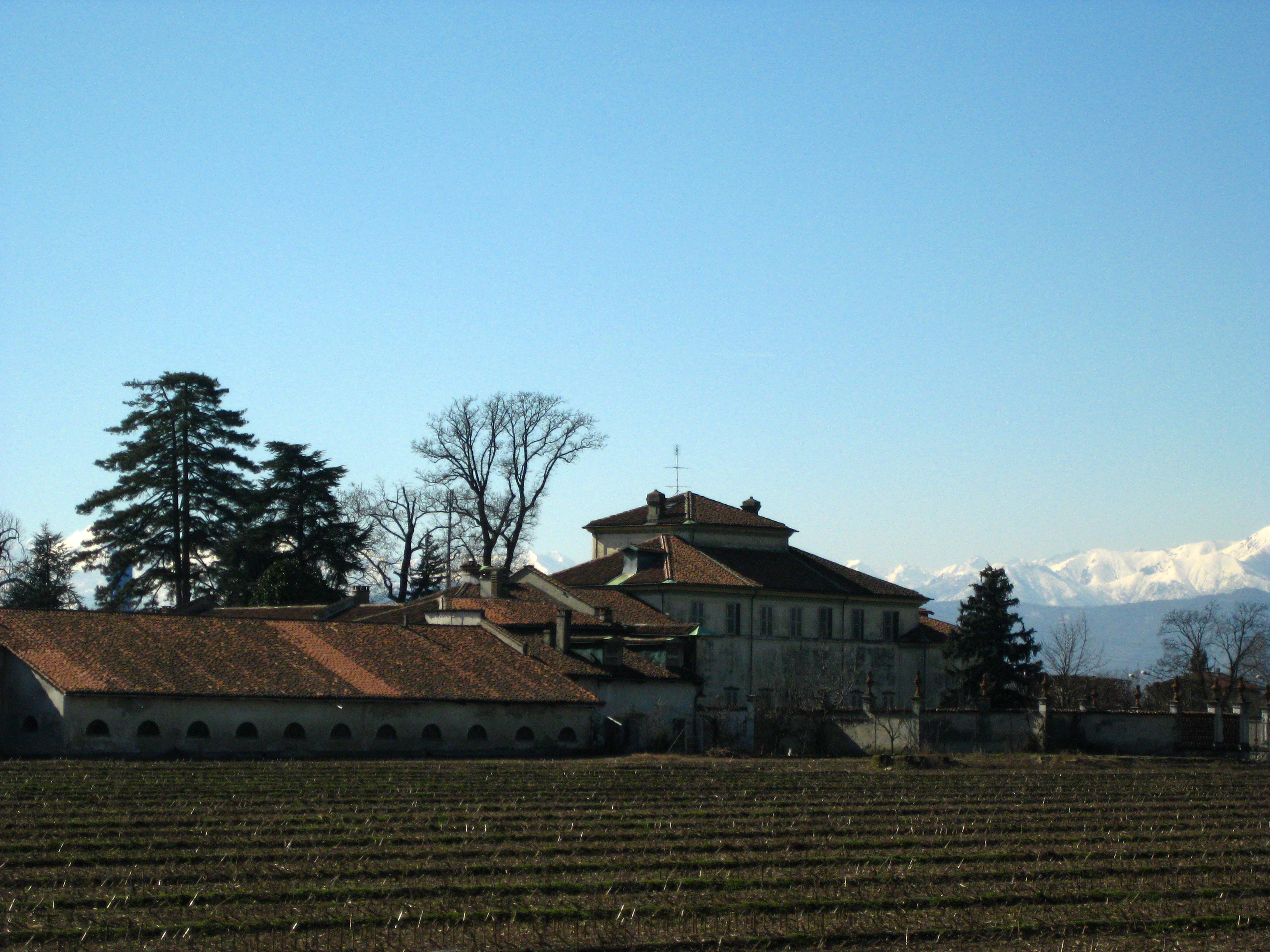
Gerbido, Cascine Palazzo

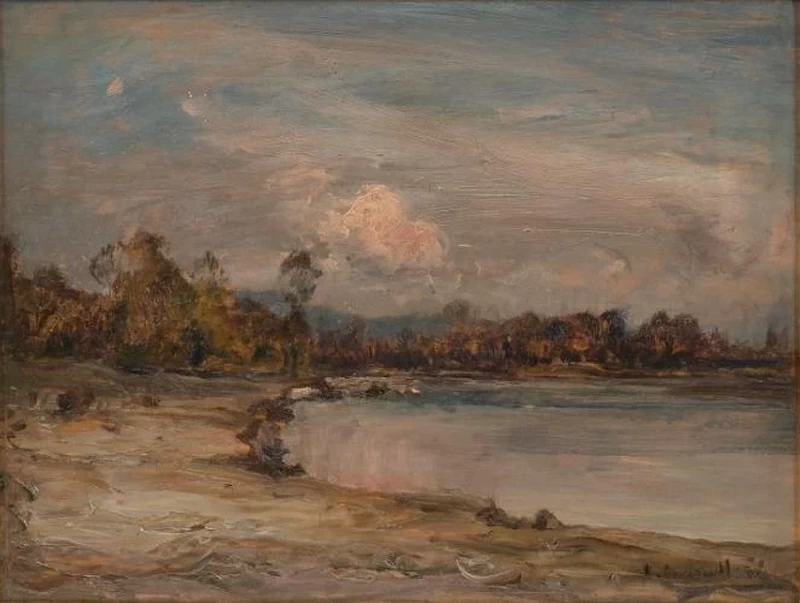
Vittorio Cavalleri "Paesaggio con lago"

In Triste inverno il pittore rappresenta un ambiente mesto nudo e scuro, tra abitazione e stalla, che una famiglia contadina divide con un gregge di pecore. Il bambino gioca in terra, la madre fila la lana, l'uomo lavora intorno ad un recipiente di rame. Questo dipinto è stato esposto in Vaticano, Braccio di Carlo Magno, nella esposizione Il lavoro dell'uomo da Goya a Kandinskij (dicembre 1991-marzo 1992).
Mantenne sempre stretti rapporti con la città: al Circolo degli Artisti torinesi espose dal 1883 al 1917 e alla Promotrice espose dal 1884 fino al 1938.
Vittorio Cavalleri visitò Parigi nel 1889, ma senza subire l'influenza della pittura francese. Dai fabbricanti di colori Lefranc acquistò pastelli conici, più duri di quelli che il mercato offriva in Italia. Con questi pastelli egli realizzò il ritratto la Madre. Nei dipinti ad olio la sua arte evolveva, da un impianto di tipo tradizionale e dall'uso del chiaroscuro, verso forme più libere - ottenute con pennellate veloci e anche con l'uso della spatola - che gli consentivano effetti di maggiore luminosità e freschezza.

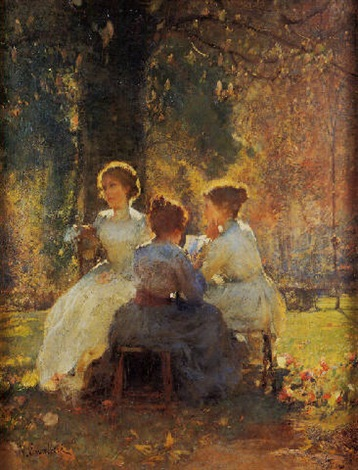
Vittorio Cavalleri, Figure in un parco

Un dipinto, in particolare: Siam bimbi - volanti - dai nimbi - nei santi - splendori - vaganti (1903), ispirato a versi di Arrigo Boito, raffigura un gruppo di bambini che giocano festosi, tra mazzi di cipolle rosate, all'interno di una cascina. Il roteare delle cipolle produce un effetto di movimento cinetico che anticipa alcuni esperimenti del Futurismo.
A Livorno, a Villa Trossi Uberti, si conservano i ritratti di Corinna Trossi, di Dino Uberti e di sua madre, realizzati da Vittorio Cavalleri. Il Circolo degli Artisti di Torino organizzò nel 1963 una mostra dal titolo: "Vittorio Cavalleri nelle collezioni torinesi".

### Stile e documentazione critica
Nella sua pittura si denota un'influenza ed un'impronta di stampo naturalista; la natura rimane sempre la guida sicura,con le sue forze e i suoi fenomeni, i suoi molteplici elementi animati tutti da un unico, possente impulso vitale.
Frammenti di quell'unica realtà che Cavalleri cercò di cogliere nelle sue tele con le sapienti pennellate, le esperte spatolate che orchestrano e costruiscono l'immagine con tocchi delicati, mai impulsivi né violenti.
In queste opere non c'è una lettura ma solo la commozione che lo spettacolo della natura suscita nell'animo dell'artista, con le sue infinite gradazioni e definizioni cromatiche, anche nei semplici fenomeni come luci che filtrano dalle foglie, le ombre del greve terreno piemontese, descritte con pennellate luminose. 
Una trasposizione umile e spontanea al vero, non più gravata da simboli e allusioni ma esaltata nella sua limpida e solenne bellezza, raffigurato con l'espressività del linguaggio mai provvisorio, ma approfondito come mestiere e sensibilità sull'onda dell'emozione.

### Altre opere
- Bosco in primavera,
- Studio di cesti e drappeggi,
- Paesaggio montano,
- Bosco in primavera con fiori e figura,
- Empirismo (1896),
- Quies (1899),
- Sogno di primavera (1903).